# 白川司
白川 司（しらかわ つかさ、1965年12月31日 - ）は、日本の政治家、評論家、翻訳家。自由民主党所属の千代田区議会議員（1期）。
YouTubeチャンネル『デイリーWiLL』コメンテーター。

## 活動
『月刊WiLL』で連載を担当。著書に『日本学術会議の研究』『議論の掟』、翻訳書に『クリエイティブ・シンキング入門』ほか。メルマガ「マスコミに騙されないための国際政治入門」を配信。ダイヤモンド・オンライン、プレジデント・オンライン、ビジネス・ジャーナル、WiLLオンラインなど雑誌系サイトに不定期に投稿している。
『ジャパニズム』にも寄稿していた。
2023年（令和5年）4月23日投開票の千代田区議会選挙で自由民主党公認で出馬し、初当選した。

### 主張
日本は未成熟なものを愛する伝統があり、加えて巨乳に象徴されるような伝統的な母性観が合わさった2次元の萌え系という表現様式には保守の性質があるとしている、萌えを愛好して表現の自由を掲げ、フェミニズムを批判している勢力を「萌え系保守」と定義し、この流れの中で暇空茜が支持を得たと述べている。

## 発言

### 鈴木エイトに対するデマ発言
2024年8月14日、「仰天ニュースではごまかしていたけれど、鈴木エイト氏は○○（安倍晋三暗殺事件犯人）と事件前からダイレクトメッセージでやりとりして安倍さんを暗殺しようとしていることを事件前から知っていたので、あれだけテレビに出していたのなら、鈴木氏が○○に何を言ったのかつっこむべきですよね。」というデマをX（旧ツイッター）に投稿した。
同日、鈴木は「白川司・千代田区議会議員（千代田区議会自由民主党議員団）@lingualandjpによる事実無根の悪質な投稿は『刑法第230条1項 名誉毀損』『刑法第233条 信用毀損および偽計業務妨害』に該当するため、弁護士に相談して刑事告訴を検討します」とXに投稿した。
同日、白川は問題のポストを削除した。
8月15日、白川は「鈴木エイトさんについて誤った投稿をしてしまいました。鈴木さんにお詫びして訂正いたします。」と投稿した。
同日、鈴木は上記のポストを引用し「白川司議員から非を認める謝罪投稿がありました。受け容れます。」と投稿した。

## 著作

### 単著
- 『議論の掟 - 議論が苦手な日本人のために』ワック、2019年4月
- 『WiLL (雑誌)』連載エッセイ「Non-Fake News」
- 『日本学術会議の研究』ワック、2020年12月
- 『14歳からのアイドル論』青林堂、2022年5月

### 訳書
- マイケル・マハルコ『クリエイティブ・シンキング入門』ディスカヴァー・トゥエンティワン、2013年
- アーノルド・L・キャロライン『世界のトップエリートが絶対に妥協しない小さな習慣』大和書房、2015年1月